# Ylinenjärvi (sjö i Pello, Lappland)
Ylinenjärvi är en sjö i kommunen Pello i landskapet Lappland i Finland. Sjön ligger 131,2 meter över havet. Den är 3,94 meter djup. Arean är 94 hektar och strandlinjen är 5,71 kilometer lång. Sjön  ingår i Torne älvs huvudavrinningsområde.   Den ligger omkring 80 kilometer väster om Rovaniemi och omkring 700 kilometer norr om Helsingfors.